# Geschubde miervogel
De geschubde miervogel (Drymophila squamata) is een zangvogel uit de familie Thamnophilidae (miervogels).

## Kenmerken
De geschubde miervogel bereikt een lichaamslengte van 11 centimeter. De soort vertoont seksuele dimorfie. Het mannetje heeft bruine ogen, een grijze bovenzijde, een witte onderzijde met zwarte vlekken, zwarte vleugels met witte vlekken en een zwarte staart met witte vlekken. In tegenstelling tot het mannetje heeft het vrouwtje bruine vleugels met donkere en lichtbruine vlekken, geelwitte onderzijde en een donkerbruine staart met lichtbruine vlekken. Beide geslachten hebben een zwarte snavel.

## Verspreiding en leefgebied
Deze vogel is endemisch in Brazilië en telt twee ondersoorten:
- D. s. squamata - Noordoost-Brazilië (Alagoas en Bahia).
- D. s. stictocorypha - Zuidoost- en Zuid-Brazilië (van Minas Gerais tot het noorden van Santa Catarina).

De natuurlijke habitats zijn subtropische of tropische vochtige laagland bossen en zwaar gedegradeerd voormalig bos op een hoogte van 0 tot 900 meter boven zeeniveau in het bioom Atlantisch Woud.

## Voeding
De geschubde miervogel voedt zich onder andere met rupsen.

## Status
De grootte van de populatie is niet gekwantificeerd, maar is stabiel. Om deze redenen staat de geschubde miervogel als niet bedreigd op de Rode Lijst van de IUCN.